# Келер (дворянский род)
Келер (нем. von Köhler a. d. H. Smerle) — дворянский род.

## Описание герба
Щит пересечен. В верхней золотой части верхняя часть туловища мужчины с чёрным лицом и руками (угольщика). Он в чёрной одежде с серебряными воротником, обшлагами, поясом, и серьгами в ушах. В правой руке он держит чёрную ветвь с пятью горящими суками. Нижняя часть чёрная.
Щит увенчан дворянским коронованным шлемом. Нашлемник: два орлиных крыла — правое серебряно-черное, левое — черно-золотое. Между ними черно-серебряное стропило. Намет: справа чёрный с золотом, слева чёрный. Герб Келера внесен в Часть 17 Общего гербовника дворянских родов Всероссийской империи, стр. 39.